# Area och volym för husbyggnader
Area och volym för byggnader beräknas i Sverige enligt mätregler som fastställdes 1978 i Svensk Standard SS 21050. Den har sedan dess successivt ersatts av standarder SS 21051 (1987), SS 21052 (1989), SS 21053 (1999) och SS 21054 (2009). Nu gällande standard är SS 21054:2020 utgåva 2, fastställd 2020-03-18. Standarden är avsedd att tillämpas vid area- och volymberäkningar för alla slags byggnader utom anläggningar, såväl nya som befintliga byggnader och kan användas vid både planering och projektering men även vid bygglov, taxeringsberäkningar, hyressättning, värdering eller förvaltning. En myndighet kan dock föreskriva särskilda regler som alltid ska beaktas.
I standarden används termen “area” som benämning av en ytas storlek, anledningen är undvika en förväxling med tidigare använda termer som “bostadsyta” eller “lägenhetsyta”, eftersom dessa byggde på andra mättekniska förutsättningar.
I denna artikel ges enbart en översikt över de viktigaste mätreglerna med några exempel gällande bostadshus. För exakt uppmätning av exempelvis bostadsutrymmen med snedtak (utbyggd vind), av industrilokaler eller hur mätvärden avrundas måste man skaffa hela standarden.

## Areaberäkning

### Boarea, BOA
Med boarea eller boyta avses den yta i ett hus som är användningsbar för boende. Boytan utgör tillsammans med biytor (biareor) byggnadens totalyta.
Först mäter man byggnadens invändiga mått i varje våningsplan (källare, plan 1 osv). Alla utrymmen i en bostad kan inte utnyttjas lika bra. Därför delar man sedan upp den uppmätta ytan i boyta och biyta, i Svensk standard betecknad boarea och biarea. Alla typer av våningsplan, utom en våning med snedtak, ska mätas mellan ytterväggarnas insidor strax ovanför golvsockeln. Allt som ligger innanför ytterväggarna – även innerväggar – ska räknas med. Man ska också räkna med skåp, fläktkanaler, öppen spis etc. Undantag finns.
Boarean används i första hand av fastighetsägare som den yta man kan få betalt för när man hyr ut den.

### Byggnadsarea, BYA
Med byggnadsarea avses den area som en byggnad upptar på marken. Byggnadsarean kan beskrivas som en horisontalprojektion av byggnadens fasadliv omedelbart ovan sockeln eller andra överbyggnader som påverkar användbarheten av underliggande mark. Sockeln räknas med om den ligger utanför fasadlivet. Mindre utstickande fasaddelar som listverk eller portomfattningar räknas inte. Inte heller räknas taksprång (såvida det inte överstiger 0,5 m), yttertrappa eller ljusschakt. Däremot medräknas balkong om den är med sin undersida lägre än 3 m över mark, överbyggd gård och skärmtak (men hängränna räknas inte). Till skillnad från andra areamått har antalet våningar ingen betydelse.
Byggnadsarean används i första hand i anslutning till bestämmelser i detaljplaner och liknande.

### Bruksarea, BRA
Bruksarean är alla våningsplans area och begränsas av de omslutande byggnadsdelarnas insida. 
I bruksarean inräknas bland annat inredningsenheter som köksskåp, garderobsskåp och mindre kanaler. I arean ingår även uppvärmningsanordningar som värmepanna, radiatorer (värmeelement), kakelugnar, öppna spisar och kaminer. Även rumsskiljande väggar inom en utnyttjandeenhet (till exempel lägenhet eller trapphus) intill en tjocklek av 0,3 m ingår i BRA.
I bruksarean inräknas inte bland annat de delar av väggar och andra vertikala byggnadsdelar som pelare, skorsten, kanal eller liknande som överstiger måttet 0,3 m. Inte heller lägenhetsskiljande väggar eller väggar mot trapphus.

### Bruttoarea, BTA
Bruttoarean är summan av alla våningsplans area och begränsas av de omslutande byggnadsdelarnas utsida. I bruttoarean inräknas bland annat mellanvåning (entresol). I bruttoarean inräknas exempelvis inte öppningar i bjälklaget. Om bruttoarean uppdelas på skilda nyttjandeenheter eller efter funktion (exempelvis bostad eller lokal) dras gränsen mitt i den skiljande väggen. För byggnader med en "avvikande" arkitektur finns det fler regler för hur man räknar ut BTA.
Bruttoarean används i många sammanhang, exempelvis vid planbestämmelser, fastighetsvärderingar eller avgiftsberäkningar. 
Våningsyta är ett liknande begrepp som kan finnas i äldre detaljplaner.

### Nettoarea, NTA
Nettoarean är alla våningsplans area och begränsas av de omslutande byggnadsdelarnas insida. Den inkluderar liksom bruksarean inredningsenheter som köksskåp och garderobsskåp samt friliggande rör och ledningar och uppvärmningsanordningar som radiatorer, öppna spisar eller kakelugnar, dock inte innerväggar eller lägenhetsskiljande väggar. Nettoarean avser med andra ord golvyta. 
Nettoarean och bruksarean används exempelvis i samband med redovisning av temperaturreglerade utrymmen. Nettoarean för enstaka rum kan även kallas "rumsarea".

### Konstruktionsarea, KA
Med konstruktionsarea avses arean i golvnivå av vertikala byggnadsdelars horisontalsnitt (till exempel väggar, pelare, schakt och kanaler). Konstruktionsarean är differensen av bruttoarean och nettoarean. Konstruktionsarean kan indelas i invändig konstruktionsarea, IKA och omslutande konstruktionsarea, OKA.

### Lokalarea, LOA
Bruksarea för utrymmen inrättade för annat ändamål än boende, sidofunktioner till boende, byggnadens drift eller allmän kommunikation. Sådant utrymme kallas lokal. Lokalarea beräknas enligt SS 21054:2020.

### Tempererad area, Atemp
Atemp avser summan av invändig area för respektive våningsplan, vindsplan och källarplan som värms till mer än 10 °C. Area som upptas av innerväggar, öppningar för trappa, schakt och dylikt, inräknas. Area för garage, inom byggnaden, i bostadshus eller annan lokalbyggnad än garage, inräknas inte. Begreppet Atemp är särskilt intressant i samband med energiberäkningar eftersom byggnadens primärenergital ska beräknas med avseende på denna yta.

### Öppenarea, OPA
Öppenarean omfattar del av byggnad som inte omsluts av väggar. Svensk standard definierar öppenarea på följande sätt: "Area av helt eller delvis öppna mätvärda utrymmen inrättade för vistelse eller förvaring i anslutning till en byggnad, begränsad av omslutande byggnadsdelars utsida eller annan för mätvärdhet angiven begränsning."  Öppenarean är av betydelse bland annat vid beräkning av sanktionsarean, som i tillämpliga fall ligger till grund för byggsanktionsavgift enligt plan- och bygglagen (2010:900) och plan- och byggförordningen (2011:338).

## Volymberäkning

### Bruttovolym, BTV
Bruttovolym är volymen av en byggnad, begränsad av omslutande byggnadsdelars utsida.
Grundregeln är att vid beräkning av en byggnads volym medräknas normalt endast byggnadens slutna delar, d.v.s. att exempelvis grundkonstruktioner (fundament), balkong, takterrass, arkad eller skorsten ovan tak inte räknas med.
Om bruttovolymen redovisas för olika delar av en byggnad avgränsas delarna från varandra mitt i den avskiljande byggnadsdelen. Bruttovolymen anges i regel i m³ utan decimaler.

### Nettovolym, NTV
Nettovolymen är motsvarigheten till nettoarean. Volymen begränsas av omslutande byggnadsdelarnas insidor och kan beräknas som en produkt av nettoarean och tillhörande rumshöjd (måttet mellan ovansida golv och undersida tak).
Ofta redovisas en byggnads totala volym som brutto- eller nettovolym med uppgift om hur stor del som är "ouppvärmd", alltså inte temperaturreglerad. Nettovolymen anges normalt i m³ utan decimaler.

## Höjdberäkning

### Byggnadshöjd
Byggnadshöjden definieras som höjden från markens medelnivå upp till skärningen mellan fasadplanet och ett plan som med 45 graders lutning in mot byggnaden berör byggnadens tak. Det innebär att för hus med takvinklar upp till 45 grader räknas byggnadshöjden upp till ovansidan av taket i höjd med fasaden. Skorstenar och master räknas inte med. Takkupor har i rättspraxis ibland fått påverka byggnadshöjden, ibland inte. 
Byggnadshöjden beräknas enligt Boverkets allmänna råd på en fasad, den beräkningsgrundande fasaden. Den beräkningsgrundande fasaden är i första hand den ena långsidan, främst den som t.ex. genom att vara vänd mot gatan ger störst allmän påverkan. 
Ligger byggnaden mindre än sex meter från allmän plats, till exempel en gata, räknas byggnadshöjden från markens medelnivå på den allmänna platsen.

### Totalhöjd
Totalhöjden är ett byggnadsverks hela höjd inklusive uppstickande delar som till exempel skorstenar. Höjden räknas från markens medelnivå invid byggnaden. Ligger byggnaden närmare än sex meter från allmän plats räknas höjden från markens medelnivå på den allmänna platsen.

### Nockhöjd
Nockhöjden är höjden till den högsta delen av byggnadens takkonstruktion. Det gäller även om byggnaden till exempel har ett pulpettak och därför inte har någon taknock. Skorstenar och liknande räknas inte med. Höjden räknas från markens medelnivå invid byggnaden. Ligger byggnaden närmare än sex meter från allmän plats räknas höjden från markens medelnivå på den allmänna platsen.